# Stade Samia Suluhu Hassan
Le stade Samia Suluhu Hassan est en construction dans la ville d'Arusha, en Tanzanie. Il est prévu qu'il soit utilisé pendant la Coupe d'Afrique des nations de football 2027.
Le stade est l'un des stades que la Tanzanie prévoit d'utiliser pendant le tournoi, qui sera organisé conjointement par le Kenya, l'Ouganda et la Tanzanie. Le stade porte le nom de Samia Suluhu Hassan, présidente de la Tanzanie.

## Contexte
Le stade Samia Suluhu Hassan, d'une capacité prévue de 30 000 places, est destiné aux matchs de football et de rugby à XV et à des événements tels que l'athlétisme. L'objectif principal de ce stade est de faire partie des stades hôtes que la Tanzanie utilisera pour accueillir la Coupe d'Afrique des nations de football 2027 dans le cadre d'un tournoi organisé par trois États d'Afrique de l'Est, le Kenya, l'Ouganda et la Tanzanie. Les autres stades tanzaniens sont le stade Benjamin Mkapa de 60 000 places à Dar es Salam et le stade Chamazi de 10 000 places, également à Dar es Salam.
En septembre 2023, la Confédération africaine de football (CAF) a annoncé que la candidature de l'East Africa Pamoja, présentée par le Kenya, l'Ouganda et la Tanzanie, était la candidature gagnante pour accueillir le tournoi de la CAN 2027. Cette candidature a battu d'autres candidatures d'autres pays, dont l'Égypte, le Sénégal, le Botswana et l'Algérie. Lors de la phase d'appel d'offres, la Fédération de Tanzanie de football a nommé les trois stades Nyayo National Stadium et le Stade Kipchoge Keino d'une capacité de 10 000 places à Eldoret.

## Construction
Le contrat de construction a été attribué à China Railway Construction Engineering Group (CRCEG), une filiale de China Communications Construction Company (CCCC), un conglomérat multinational d'ingénierie et de construction chinois, majoritairement détenu par l'État et coté en bourse.